# Муроран

42°18′55″ пн. ш. 140°58′25″ сх. д. / 42.31528° пн. ш. 140.97361° сх. д.
Мурора́н (яп. 室蘭市, むろらんし, МФА: [muɾoɾaɴ ɕi̥]) — місто в Японії, в окрузі Ібурі префектури Хоккайдо.

## Короткі відомості
Розташоване на південному заході префектури. Центр округу. Окрасою міста є миси Етомо та Тікіу, що врізаються у затоку Утіура. Виникло на базі порту, що імпортував вугілля з вугільного басейну Ісікарі. Центр важкої хімічної промисловості. Станом на 1 жовтня 2008 року площа міста становила 80,65 км². Станом на 31 березня 2017 населення міста становило 86 395 осіб.

## Економіка
Муроран є одним з центрів металургійної промисловості. У місті розташовані металургійний комбінат «Муроран» компанії Nippon Steel & Sumitomo Metal Corporation і металургійний завод з неповним металургійним циклом компанії Japan Steel Works.

## Засоби масової інформації
- Телерадіомовна служба NHK в регіоні Хоккайдо.

## Освіта
- Муроранський технічний університет